# 盧布爾雅尼察河

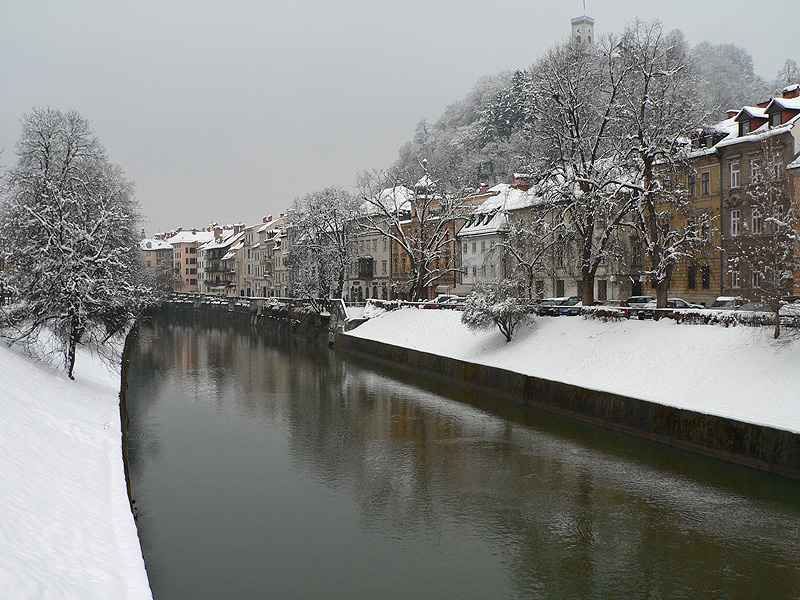

盧布爾雅尼察河是斯洛文尼亞的河流，河道全長41公里，流域面積1,860平方公里，是考古學家和尋寶家發掘文物的熱門地點，河畔城鎮有首都盧布爾雅那。河流最终注入萨瓦河。